# Peter Maser
Peter Maser (* 3. August 1943 in Berlin) ist ein deutscher evangelischer Kirchenhistoriker. Er engagiert sich für die Aufarbeitung der SED-Diktatur.

## Leben
Nach dem Besuch der Landesschule Pforta studierte Maser von 1962 bis zum Diplom 1968 evangelische Theologie an der Universität Halle. Von 1969 bis 1976 war er in Halle wissenschaftlicher Assistent bei Konrad Onasch und promovierte dort 1971. Er verlor 1976 seine Stelle, weil er einen Ausreiseantrag gestellt hatte. Nach seiner Übersiedlung in die Bundesrepublik Deutschland war er ab 1977 wissenschaftlicher Mitarbeiter des Kirchenamtes der EKD in Hannover und Lehrbeauftragter an der Universität Münster. Dort wurde er auch 1988 für Kirchengeschichte habilitiert. 1993 erfolgte die Ernennung zum außerplanmäßigen Professor für Kirchengeschichte und Christliche Archäologie. Ab 2001 war er Direktor des Ostkirchen-Instituts sowie Leiter der Abteilung für Christliche Archäologie und Geschichte der Kirchlichen Kunst der evangelisch-theologischen Fakultät der Universität Münster. 2008 wurde er pensioniert.
Von 1992 bis 1994 war er Theologischer Referent im Sekretariat der Enquete-Kommission „Aufarbeitung von Geschichte und Folgen der SED-Diktatur“, von 1995 bis 1998 sachverständiges Mitglied der Enquete-Kommission „Überwindung der Folgen der SED-Diktatur im Prozeß der deutschen Einheit“. Im Juni 1998 erhielt er das Verdienstkreuz 1. Klasse des Verdienstordens der Bundesrepublik Deutschland, 2017 den Thüringer Verdienstorden. 2020 wurde er zum Ehrenvorsitzenden des Pförtner Bundes e. V. gewählt.

## Veröffentlichungen
- Zur Entstehung des Kreuzigungsbildes. Halle 1971 (Dissertation).
- Hans Ernst von Kottwitz. Studien zur Erweckungsbewegung des frühen 19. Jahrhunderts in Schlesien und Berlin. Vandenhoeck & Ruprecht, Göttingen 1990, ISBN 3-525-56439-2 (Habilitationsschrift).
- „Berathung der Armuth“. Das soziale Wirken des Barons Hans Ernst von Kottwitz zwischen Aufklärung und Erweckungsbewegung in Berlin und Schlesien. Lang, Frankfurt am Main 1991, ISBN 3-631-43679-3.
- Kirchen und Religionsgemeinschaften in der DDR 1949–1989. Ein Rückblick auf vierzig Jahre in Daten, Fakten und Meinungen. Christliche Verlagsanstalt, Konstanz 1992, ISBN 3-7673-7641-5.
- Auf dem Weg zur deutschen Einheit:Anmerkungen zur neuen Enquete-Kommission des Deutschen Bundestages (PDF; 330 kB) in Unrecht überwinden – SED-Diktatur und Widerstand, 1996
- Facetten des Judentums. Ausgewählte Aufsätze zur Begegnung von Christen und Juden sowie zur jüdischen Geschichte und Kunst. Verlag Traugott Bautz, Nordhausen 2009, ISBN 978-3-88309-535-6 (Inhaltsverzeichnis).
- Niemals voll in das Regime integriert: Kirchen in der DDR. Landeszentrale für Politische Bildung, Erfurt 2013, ISBN 978-3-943588-10-1.
- „Mit Luther alles in Butter?“ Das Lutherjahr 1983 im Spiegel ausgewählter Akten. Metropol, Berlin 2013, ISBN 978-3-86331-158-2.